# 羅林斯 (馬里蘭州)
羅林斯（英語：Rawlings）是位於美國馬里蘭州亞利加尼縣的一個普查規定居民點。

## 人口
根據2020年美國人口普查的數據，羅林斯的面積為2.32平方千米，當中陸地面積為2.31平方千米，而水域面積為0.01平方千米。當地共有人口687人，而人口密度為每平方千米296.12人。